# テラスコ・セゴビア
テラスコ・ホセ・セゴビア・ペレス (Telasco José Segovia Pérez, 2003年4月2日 - )は、ベネズエラ・ララ州バルキシメト出身のサッカー選手。インテル・マイアミCF所属。ポジションはMF。

## クラブ経歴
2019年に16歳で地元のデポルティーボ・ララのトップチームに昇格。同年9月8日のカラホボFC戦でプロデビュー。翌2020年シーズンに出場機会を増やし、同年シーズンはリーグ戦16試合に出場。2021年シーズンは先発に定着し、5月7日のアカデミア・プエルト・カベージョ戦ではプロ初ゴールを記録。同年シーズンは31試合3ゴールを記録し、10代ながらチームの中心選手に成長した。
2022年8月10日、UCサンプドリアに4年契約で移籍した。

## 代表経歴
ユース代表に招集されたことはなかったものの、2022年1月に2022 FIFAワールドカップ・南米予選のベネズエラ代表に初招集。ホセ・ペケルマン監督第1戦となった28日ボリビア戦で、後半40分に起用され、代表デビュー。4-1で代表デビュー戦を勝利で飾った。